# Michail Fëdorovič Larionov
Michail Fëdorovič (o Michel) Larionov in russo Михаил Фёдорович Ларионов? (Tiraspol, 22 maggio 1881 – Fontenay-aux-Roses, 10 maggio 1964) è stato un pittore, scenografo e costumista russo.
Di nascita ucraina, agli inizi del secolo fu uno dei leader e il più attivo organizzatore del futurismo e della nascente avanguardia russa. Tra i suoi più stretti collaboratori ed amici figuravano K. Malevič, V.E. Tatlin (che lo considerava suo maestro) e i fratelli David e Vladimir Davidovič Burljuk.
Emigrato quindi in Francia, si dedicò principalmente all'attività teatrale.

## Biografia
Nato in Bessarabia nella famiglia di un infermiere militare, Larionov aveva frequentato a Mosca la Scuola di pittura, scultura e architettura di Mosca (MUŽVZ), dove era stato allievo di Isaak Il'ič Levitan, Valentin Aleksandrovič Serov, Konstantin Alekseevič Korovin.
Durante gli studi conobbe Natal'ja Sergeevna Gončarova, giovane pittrice sua coetanea, pronipote di Natal'ja Nikolaevna Gončarova, moglie di Puškin, che diventerà una delle cosiddette amazzoni dell'avanguardia russa; insieme dettero inizio a un lungo solidalizio artistico e affettivo durato tutta la vita; si sposarono solo in tarda età. Dall'Istituto venne tuttavia espulso per aver organizzato una manifestazione studentesca contro i metodi d'insegnamento.
Dopo un primo periodo – agli inizi del 900 – di attività all'insegna del tardo impressionismo (Cespuglio rosa, Il giardino, Pesci al tramonto, tutti del 1904) e, in seguito a un primo soggiorno in Francia, del Fauvismo, dal 1907 fu, con la moglie, uno dei fondatori del Neoprimitivismo russo, dipingendo opere, di tipo spesso caricaturale, caratterizzate da un recupero, non solo delle tradizioni popolaresche e contadine, ma anche delle tecniche del disegno infantile (le serie dei Dandy e dei Parrucchieri; 1907-1910; Il riposo del soldato, 1911; Ussaro al galoppo, 1911; Primavera, 1912).
I due si legarono ben presto ai nascenti circoli avanguardisti. Nel 1908 parteciparono a Kiev alla prima mostra allestita dalla Gileja, (il più influente gruppo fondatore del Futurismo russo) assieme, tra gli altri, ad Aleksandra Aleksandrovna Ėkster (organizzatrice della stessa), V. Baranov, A. Bogomazov, P. Bromirskij, i fratelli Burljuk e A. Lentulov. A San Pietroburgo e a Mosca Larionov partecipò a tre mostre allestite dalla rivista Zolotoe runo ("Vello d'oro"), e ne organizzò per la stessa una sulla pittura d'avanguardia francese, che ebbe ampia risonanza.
Quindi, sempre in coppia con Gončarova, fu, con Malevič e Kandinskij, uno dei principali animatori dei primi circoli avanguardisti moscoviti (in cui era molto forte la componente d'origine ucraina), e contribuì notevolmente all'affermazione delle nuove tendenze, tanto che in patria verrà poi definito Il padre del futurismo russo.
Fu, in particolare, tra i costitutori del gruppo Fante di Quadri (dal nome ripreso da una locuzione francese, indicate irriverenza, e caratterizzato dall'avversione per lo stile accademico), comprendente artisti quali P. P. Končalovskij, A. V. Kuprin, A .V. Lentulov, V. V. Roždestvenskij, R. R. Fal'k, A. A. Ėkster. All'omonima mostra Larionov fece scalpore con la tela Il pane (1910) che ricordava l'insegna di un fornaio. Dal Fante di Quadri Larionov e Gončarova uscirono polemicamente nel 1912, organizzando la celebre esposizione La coda dell'asino (in sostanziale polemica con l'eccessivo ossequio alla pittura occidentale) e fondando l'omonimo gruppo assieme, tra gli altri, a Malevič. In essa Larionov espose l'irriverente serie dei Soldati. L'anno successivo organizzarono un'altra mostra (con nascita di un nuovo gruppo): Il bersaglio (prima esposizione di opere raggiste), in cui, oltre ai loro, furono esposti quadri di Malevich, Chagall, A.V. Ševčenko; e nel 1914 la mostra N° 4 (così denominata perché la quarta organizzata dal gruppo) in cui si presentavano assieme opere «futuriste, raggiste e naïf» e dove Larionov suscitò scandalo con le sue Veneri e le tele delle 4 stagioni, esposti accanto a opere raggiste come Il gallo e la gallina.
Nella sua ricerca volta a riscoprire le tradizioni locali popolari e contadine Larionov in quegli anni si occupò pure ampiamente, al pari della Gončarova e di Malevič, delle immaginette dei lubki (immagini popolari, tipo vignette, sui più svariati temi: religioso, moralisticheggiante, storico, favolistico, geografico, scientifico-divulgativo, satirico, illustrativi di favole o canzoni), facendone ricerche e producendone egli stesso. Nel 1913 ne organizzò due mostre: una, con D. N. Vinogradov, raffrontante stampe popolari russe, orientali e occidentali; e l'altra (contemporanea e contestuale a Il bersaglio) che presentava assieme immagini popolari, icone autentiche, insegne e oggettistica tradizionale contadina e urbana.
Dal 1912 Larionov si occupò pure di grafica, emettendo serie di cartoline litografiche riproducenti sue opere, e di illustrazione di volumi, in particolare di raccolte di versi di poeti futuristi quali Aleksej Eliseevič Kručënych, Velimir Chlebnikov, Konstantin Aristarhovič Bol'šakov.
Sempre nel 1912 Larionov lanciò, ancora una volta assieme alla moglie, il primo movimento d'arte non figurativa d'origine russa, il raggismo, di cui scrisse – con prassi mutuata dai futuristi - il Manifesto, pubblicato poi l'anno successivo, nel 1913, in occasione della prima volta che venivano presentate al pubblico opere raggiste. Oltre che teorico, Larionov fu anche uno dei maggiori interpreti del raggismo, delle cui tecniche continuò ad avvalersi anche dopo la virtuale scomparsa del movimento (Il Bue-Raggismo, 1910; Gallo. Studio raggista, 1912; Raggismo rosso, 1913; Raggismo blu, 1915; Composizione raggista, 1917; Autoritratto).
Data la sua tensione verso il recupero delle tradizioni locali ("orientali" rispetto all'Europa) il suo rapporto con il Futurismo assumeva talvolta tratti un po' burrascosi (tanto da fargli preferire al termine "futurist" l'equivalente, dalla radice russa, "buduščnik"). In occasione del viaggio a Mosca di Marinetti, nel 1914, Larionov, che nonostante la fama di "scansafatiche" era contraddistinto da un carattere ribelle, pare avesse minacciato di accogliere il Buddha del Futurismo con un lancio di uova marce. La cosa fu smentita sulla stampa e originò plateali dimostrazioni pubbliche di amicizia e reciproca stima tra i due artisti, che pare abbiano avuto concreto seguito nei loro successivi rapporti.
Nel 1914 Larionov fu richiamato sotto le armi. Ferito al fronte fu però congedato quasi subito.
Da lì a poco avvenne nella sua vita una svolta radicale. Seguendo la moglie, invitata da Sergej Djagilev a curare l'allestimento de "Il gallo d'oro" di Rimskij-Korsakov, Larionov iniziò una stretta collaborazione con l'impresario dei Balletti russi (che conosceva già dal 1904 e che aveva già presentato opere sue e della Gončarova a Parigi), che proseguirà praticamente fino alla di lui morte, avvenuta a Venezia nel 1929. Il centro della sua attività si spostò quindi all'estero, tra Svizzera, Francia e Italia, tanto che dal 1919 si trasferì stabilmente in Francia, sede della compagnia di Djagilev, dove ottenne la cittadinanza nel 1938.
Ma il suo ruolo di pittore d'avanguardia proseguì. Tra l'altro, contribuì sensibilmente a rafforzare i legami tra i due maggiori movimenti futuristi: quello italiano e quello russo. In particolare, durante un prolungato soggiorno della troupe di Djagilev a Roma nel 1917 Larionov (Marinetti organizzò anche una cena in suo onore) esercitò un notevole influsso sul gruppo futurista romano, soprattutto su Balla e Depero (anche se con questi ebbe un serio diverbio, in quanto gli avrebbe trafugato disegni di costumi di scena, spacciandoli poi per propri).
Per Djagilev Larionov curò, per lo più assieme alla moglie, l'allestimento e i costumi di vari balletti, e negli anni '20 ne divenne il principale consulente artistico, assistendolo nel coinvolgere artisti d'avanguardia nell'attività teatrale.
Per quanto riguarda l'attività artistica di Larionov, all'estero si affievolì sensibilmente la carica che lo aveva contraddistinto. Oltre ai costumi e allestimenti teatrali (e probabilmente in relazione ad essi), nella sua produzione si ridusse drasticamente la pittura a cavalletto, e prevalsero i disegni, schizzi, guazzi per lo più su cartoncino o cartone. Dopo la scomparsa dei Balletti russi Larionov si dedicò ampiamente all'attività letteraria, scrivendo memorie e saggi.
Nel 1950 un colpo apoplettico ridusse fortemente le sue capacità lavorative ed egli visse nella quasi completa indigenza fino alla morte, avvenuta nel 1964 a Fontenay-aux-Roses, una cittadina a sud di Parigi.

## Opere
- Balletto fantastico, 1898-1899
- Donne, anni 1890
- Nudo azzurro, 1903
- Acacia in primavera, 1904
- Bagno al calar del sole. Odessa, 1904
- Giardino di primavera (Paesaggio primaverile), 1904
- Il giardino, 1904
- Il roseto dopo la pioggia, 1904
- Pesci al tramonto, 1904
- Il tacchino, 1905
- La tacchina, 1905
- Buoi in riposo, 1906
- Dandy di provincia, 1907
- Il barbiere degli ufficiali, 1907
- Parrucchiere per uomo, 1907
- Natura morta con calendole e pianta grassa, 1908-1909
- Il fornaio, 1909
- La bella dei soldati, 1909-1910
- Autoritratto, 1910
- Il Bue-Raggismo, 1910
- La prostituta dal parrucchiere, 1910
- Pane, 1910
- Pavone, 1910
- Pavoni, 1910
- Ritratto del poeta Velemir Hlebnikov, 1910
- Soldati, 1910
- Strada con lampioni, 1910
- Il riposo del soldato, 1911
- Ritratto di Vladimir Tatlin, 1911
- Ussaro al galoppo, 1911
- Viale di Tiraspol (Paesaggio al chiaro di luna), 1911
- Autunno felice, 1912
- Gallo e gallina, 1912
- Primavera, Estate, Autunno, Inverno (4 tele), 1912
- Gallo (Studio raggista), 1912
- La Primavera, 1912
- Paesaggio raggista, 1912
- Venere, 1912
- Venere ebrea, 1912
- Composizione raggista, 1912-1913
- Paesaggio raggista, 1913
- Raggismo rosso, 1913
- Ritratto d'uomo (Costruzione raggista), 1913
- Giornata di sole, 1913-1915
- Raggismo blu, 1915
- Ritratto dell'artista Natal'ja Gončarova, 1915
- Sole di notte (Allestimento e costumi per il balletto di Rimskij-Korsakov), 1915
- Foresta (Allestimento e costumi per il balletto “Baba Jaga”), 1915
- Raggi bianchi, 1915-1918
- Due pavoni, 1915-1920
- Dama con ventagli, 1916
- Composizione raggista, 1917
- Primavera, 1920
- Natura morta con ritratto, anni 1920
- Nudo sdraiato, 1925-1930
- Gamberetti, 1934

## Galleria d'immagini

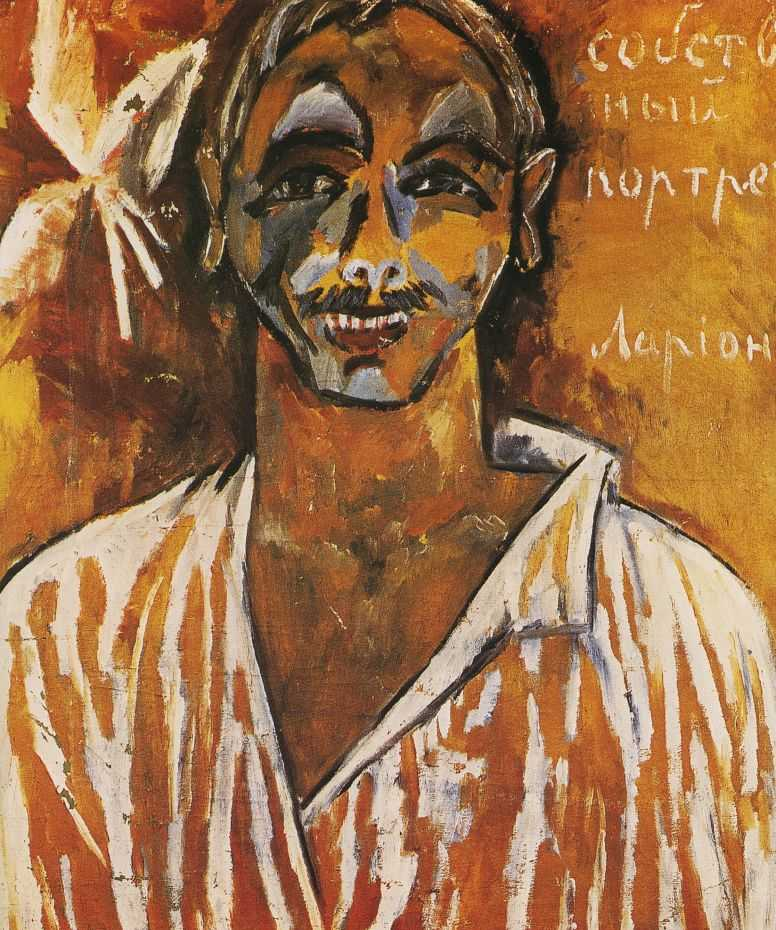
Autoritratto (1910)
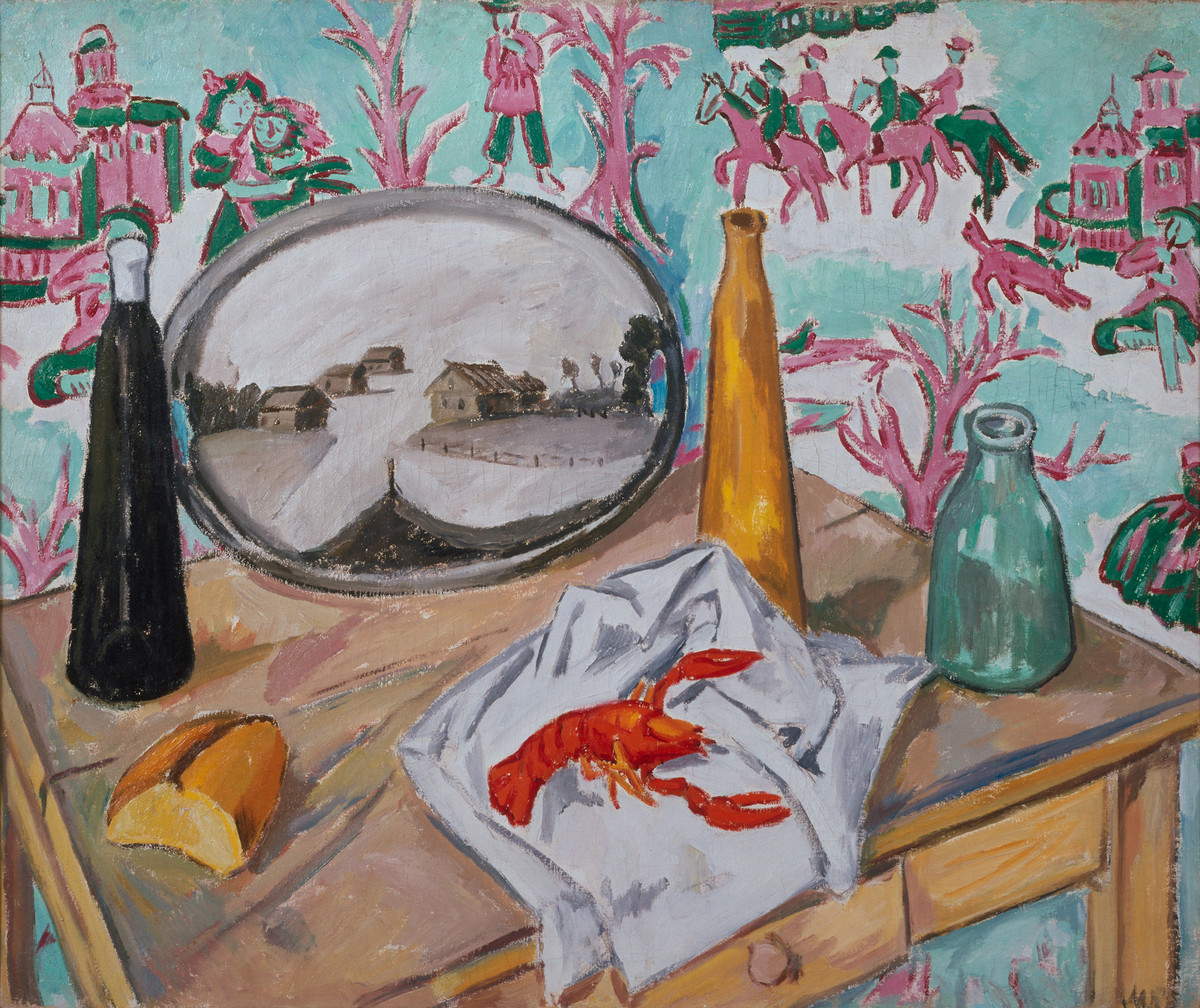
Natura morta con aragosta (1907)
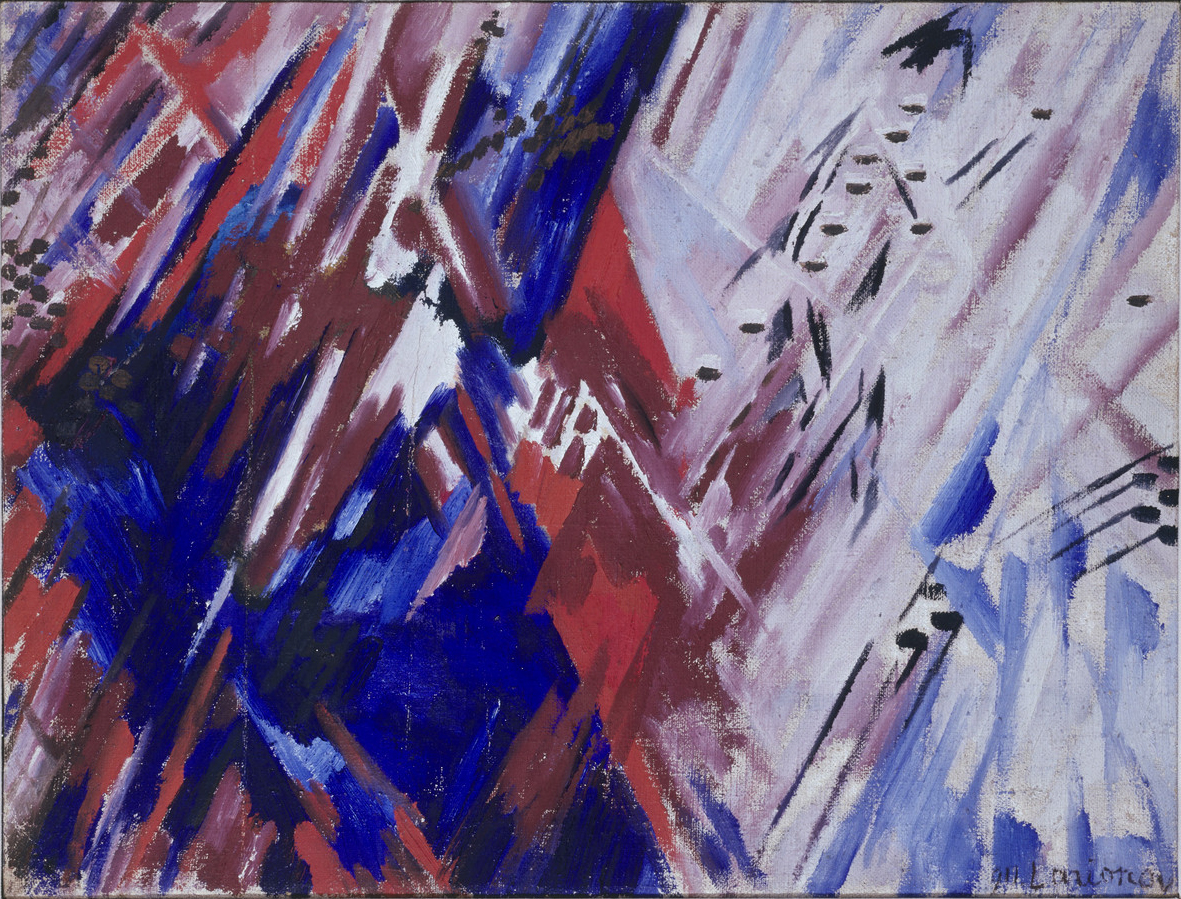
Rosso e blu (1911)
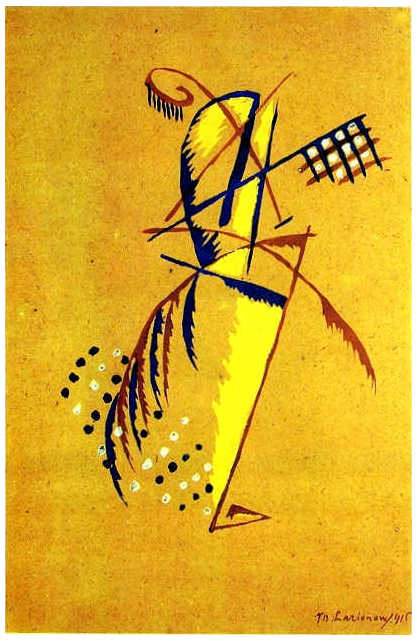
Ballerino in movimento (1915)
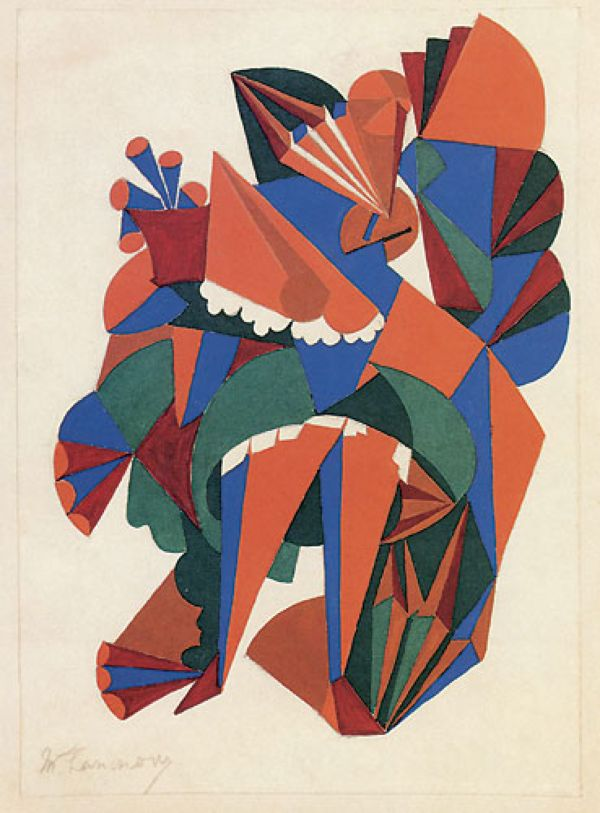
Signora con ventaglio (1916)